# Cordite

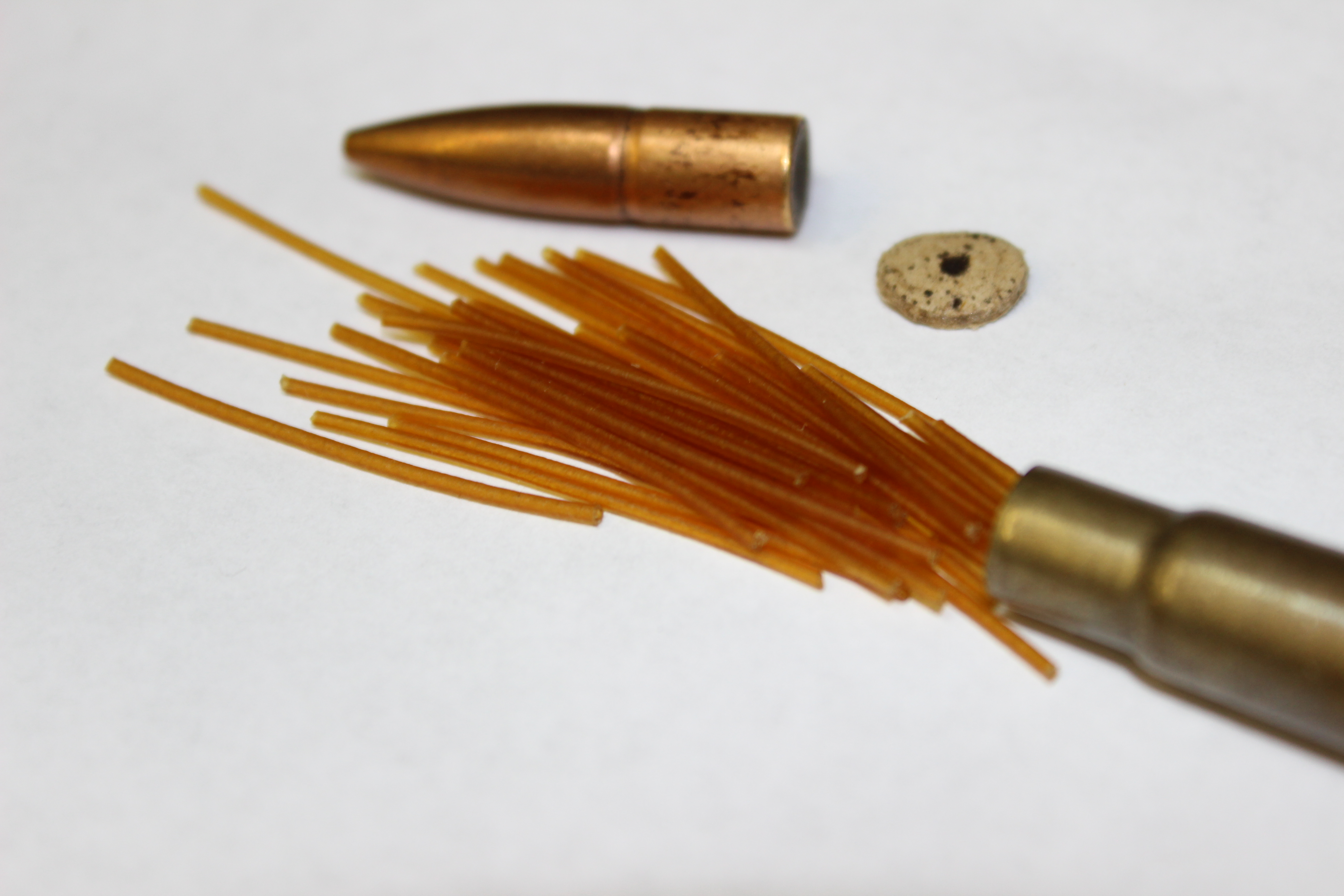
filamenti di cordite utilizzati come propellente in una cartuccia calibro .303 British

La cordite è un tipo di polvere da sparo, un esplosivo a basso potere dirompente a base di nitroglicerina, nitrocellulosa e oli minerali, usato essenzialmente per le cariche di lancio nelle armi da fuoco, da quelle portatili alle artiglierie navali. 
Venne sviluppato e prodotto nel Regno Unito dal 1889 per sostituire la polvere nera come propellente militare. Come l'originaria polvere da sparo, la cordite è classificato come deflagrante, o esplosivo non detonante.
Il nome deriva dal fatto che tale sostanza è spesso prodotta in fili, tubi, o cordicelle.
La cordite fu sintetizzata sul finire del XIX secolo, dai chimici inglesi James Dewar e Frederick Abel, modificando opportunamente un esplosivo simile, chiamato balistite.
Tanto simile che l'inventore di quest'ultima sostanza, lo svedese Alfred Nobel, intentò una causa legale contro i due chimici inglesi, per sottrazione di brevetto. Nobel, tuttavia, perse la causa.
L'uso della cordite è generalmente obsoleto, e quasi non più in produzione. È stata sostituita da altri propellenti, come ad esempio la serie degli Improved Military Rifle (IMR) o il WC844 ball propellant, anche se in termini generici ed extra-specialistici il nome viene tuttora usato. 
La cordite è stata utilizzata in "Little Boy", la bomba atomica sganciata su Hiroshima, in Giappone durante la seconda guerra mondiale, sparando con cordite un pezzo subcritico di U-235 contro un altro, in un cilindro metallico, per formare una massa supercritica.